# 大道寺繁清
大道寺 繁清（だいどうじ しげきよ）は、江戸時代前期の弘前藩士。

## 生涯
天和元年（1681年）、幕府より弘前藩が命じられた越後国魚沼四郡と越前国の検地の総奉行となる。この際、同じ大道寺氏で越前福井藩に仕えていた軍学者の大道寺友山と交流する。のち、弘前藩家老の津軽政方は友山の娘を妻に迎えている。
貞享元年（1684年）、弘前藩内の検地の総奉行になり、元禄3年（1690年）に家老となった。
文武両道、高潔で、主君・津軽信政から信任された。室は信政の妹である。